# E che c'entriamo noi con i guai del mondo
E che c'entriamo noi con i guai del mondo è il secondo album del gruppo musicale italiano Le Figlie del Vento, pubblicato dall'etichetta discografica Ariston nel febbraio 1975.
L'album è prodotto da Franco Chiaravalle, che rielabora il brano tradizionale Fenesta vascia e partecipa alla stesura degli altri. Gli arrangiamenti sono curati da Franco Orlandini che dirige l'orchestra.
Dal disco viene tratto il singolo Revolution/Paternò.

## Tracce

### Lato A
1. Introduzione
2. Gran varietà
3. Alla fiera di Senigallia
4. Paternò
5. Anca bistanga
6. L'onorevole Dudù

### Lato B
1. Revolution
2. Fenesta vascia
3. Il comico
4. Canzoni
5. Il violinista